# Lariniaria
Lariniaria là một chi nhện trong họ Araneidae.

## Hình ảnh

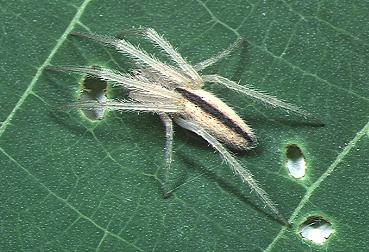
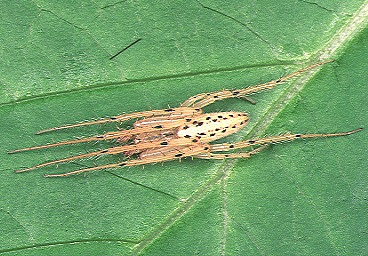